# Antônio Carlos Diniz de Andrada
Antônio Carlos Diniz de Andrada (* 21. November 1932 in Rio de Janeiro) ist ein ehemaliger brasilianischer Diplomat.

## Leben
Antônio Carlos Diniz de Andrada ist der Sohn von Maria Hilda Diniz de Andrada und Antônio Carlos Lafayette de Andrada.
Nach einem Wettbewerb des Rio Branco-Institutes wurde de Andrada 1955 als Konsul dritter Klasse in den auswärtigen Dienst aufgenommen. Im Jahr 1956 machte er seinen Abschluss als Bachelor of Laws der Pontifícia Universidade Católica do Rio de Janeiro.
Nach seiner Beförderung zum Gesandtschaftssekretär zweiter Klasse wurde Andrada von 1959 bis 1960 als beigeordneter Konsul in München eingesetzt und anschließend bis 1964 als Gesandtschaftssekretär zweiter Klasse in Bonn. Hier wurde er 1964 in Anerkennung seiner Verdienste zum Gesandtschaftssekretär erster Klasse befördert und bis 1966 zunächst als Assistent des Leiters der Abteilung Westeuropa versetzt, bevor er dann von 1966 bis 1967 die Abteilung Afrika leitete. Danach war Andrada bis 1971 als Gesandtschaftsrat in Wien tätig, wo er zwischenzeitlich von 1969 bis 1970 zusätzlich auch als Geschäftsträger fungierte.
Von 1971 bis 1972 leitete er die Abteilung Osteuropa und wurde nach seiner Beförderung im Jahr 1972 zum Gesandten zweiter Klasse als Mitglied der Koordinierungskommission der Importkommission des Außenministeriums berufen. 1973 leitete er die Abteilung Europa II und wurde von 1974 bis 1977 als Gesandtschaftsrat wieder nach Bonn versetzt, wo er 1975 zeitweise auch als Geschäftsträger tätig war.
Schließlich übernahm er vom 27. April 1977 bis zum 27. September 1989 das Amt des Botschafters in Islamabad und anschließend bis zum 9. Februar 1996 in Kingston (Jamaika), wo er zeitgleich auch in Nassau und Belmopan akkreditiert war.